# Hyacinthe Roland
Hyacinthe Gabrielle Wellesley, markýza z Norraghu (1766 – 7. listopadu 1816), také známá jako Hyacinthe Gabrielle Fagan či Hyacinthe Gabrielle Roland byla francouzská herečka, která se stala milenkou, a později manželkou, Richarda Wellesleye, markýze z Norraghu.

## Život
Narodila se v Paříži roku 1766 jako Hyacinthe Gabrielle Roland. Byla dcerou Pierra Rolanda a jeho ženy Hyacinthe Gabrielle Varis.

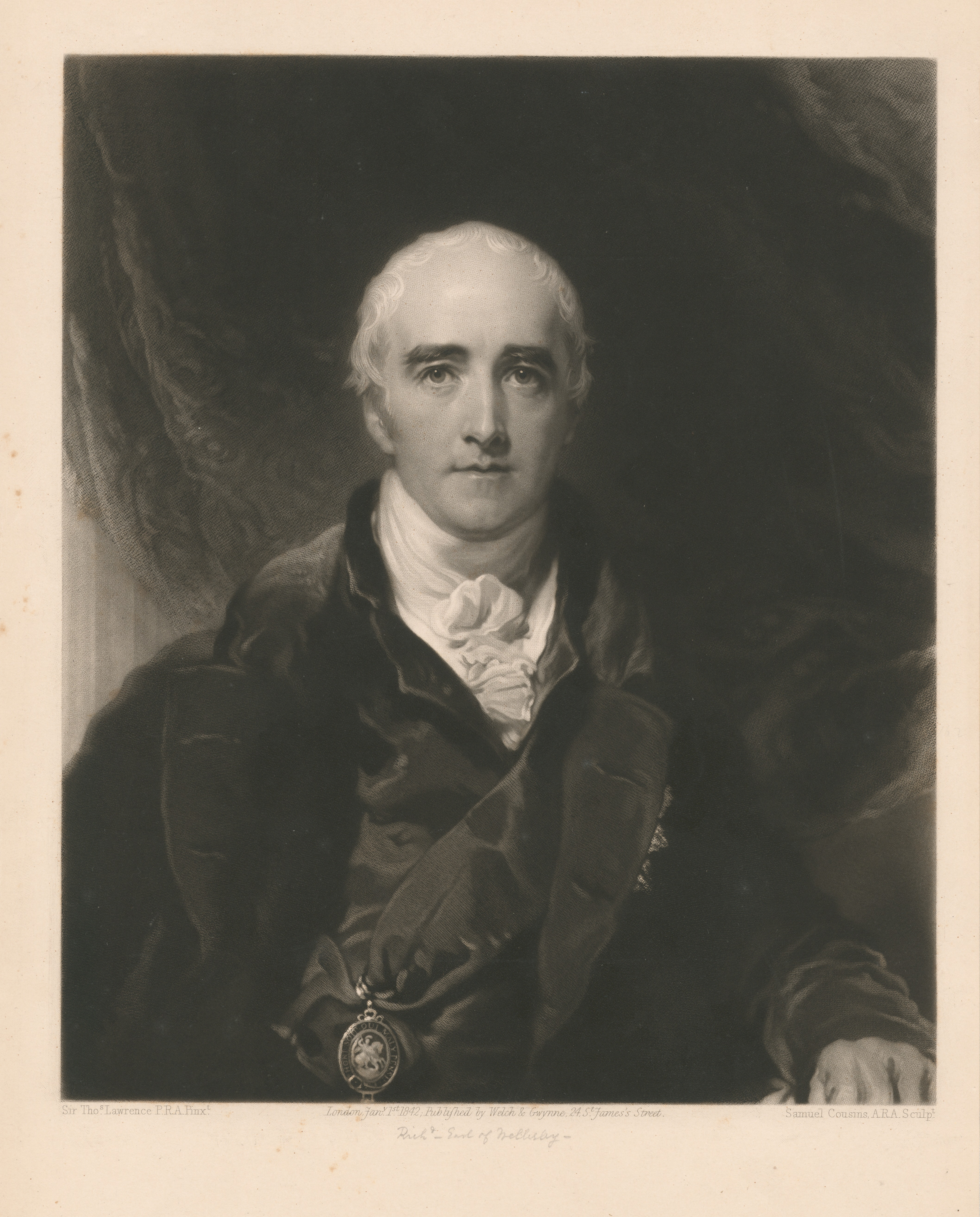
Richard Colley Wellesley

Stala se herečkou a s Richardem Wellesley, synem Garreta Wesley, hraběte z Morningtonu, politikem anglicko-irského původu, se seznámila v Palais Royal během jednoho ze svých vystoupení. Přestože nemluvila anglicky, stala se jeho milenkou a o po několikaletém soužití, které pobuřovalo tehdejší konzervativní společnost, i manželkou. Vzali se 29. listopadu roku 1794 u na Hannoverském náměstí v Londýně. Svatbou se sice stala z Hyacinthe hraběnka z Morningtonu, ale nadále zůstala společenským vyvrhelem. Dokonce i pro svou velkou toleranci známá vikomtka Elizabeth Lamb ji odmítala zvát na společenské akce a kárala svou švagrovou lady Caroline Lamb, pokud tak učinila místo ní.
Manželství nebylo harmonické a Richardem Wellesley během něj zplodil minimálně dva syny se svou milenkou Elizabeth Johnston. V roce 1797, kdy musel odcestovat do Indie, aby splnil povinnosti generálního guvernéra, Hyacinthe ho odmítla doprovázet a zůstala v Anglii, přestože se ji opakovaně snažil přesvědčit, aby jela s ním. Existují důkazy o tom, že již před jeho odjezdem hledala právní cesty, jak se od něj vzdálit. O čtyři roky později manžela obvinila z nevěry s Francouzkou madame de Cocrement a ze zanedbávání rodiny. Když se Richars Wellesleye vrátil z Indie, koupil pro rodinu dům v Apsley House, ale pár se rychle ještě více odcizil a hrabě si do domu brzy přivedl další milenku. V roce 1810 se formálně odloučili.
V 1799 byl hrabě jmenován markýzem a Hyacinthe se tak stala markýzou (používala podobu titulu „marchioness“).
Hyacinthe Gabrielle Wellesley zemřela v Teddesley Hall v Staffordshiru, v domě svého zetě Edwarda Littletona as své dcery Hyacinthe Mary ve věku 50 let.

## Potomci
Svému muži porodila všech pět dětí ještě před svatbou. Pár měl tři syny a dvě dcery:
- Richard Wellesley (1787–1831) – stal se poslancem
- Anne Wellesley (1788–1875) – provdala se poprvé za barona Williama Abdyho a po rozvodu za podplukovníka lorda Charlese Bentincka
- Hyacinthe Mary Wellesley (1789–1849) – provdala se za barona Edwarda Littletona
- Gerald Wellesley (1792–1833) – sloužil jako rezident velké společnosti v indickém Indauru [8]
- Henry Wellesley (1794–1866) – stal se ředitelem New Inn Hall v Oxford. [9]

Skrze Anne a jejího druhého manžela Charlese Bentincka jsou Wellesley s Hyacinthe pra-pra-prarodiči královny Alžběty II.